# Parafia św. Jozafata Kuncewicza w Rejowcu
Parafia Świętego Jozafata Kuncewicza w Rejowcu – parafia rzymskokatolicka w Rejowcu, należąca do archidiecezji lubelskiej i Dekanatu Chełm – Zachód. Została erygowana 2 kwietnia 1919 roku. Mieści się przy ulicy Kościuszki.

## Zasięg parafii
Do parafii należą wierni z następujących miejscowości: Adamów, Aleksandria Niedziałowska, Czarnoziem, Hruszów, Kobyle, Krynica, Ludwinów, Marynin, Marysin, Niedziałowice Drugie, Rejowiec-Kolonia, Rybie, Siedliszczki, Wereszcze Małe, Wólka Rejowiecka.